# 阿克頓 (阿拉巴馬州)
阿克頓（英語：Vandiver）是一個位於美國阿拉巴馬州謝爾比縣的非建制地區。該地的面積和人口皆未知。

## 地理
阿克頓的座標為33°21′22″N 86°48′25″W / 33.35611°N 86.80694°W，而該地的平均海拔高度為154米（即505英尺）。